# Фијат C.29
Фиат C.29 (итал. Fiat C.29) је спортски хидроавион направљен у Италији за такмичење хидроавиона, Шнајдер Тропи куп 1929. године. Авион је први пут полетео 1929. године. 

## Пројектовање и развој
Фиат се одазвао захтевима министарства да учествује у трци хидроавиона Шнајдер Тропи купу, али је одлучио да прошири учешће у престижној трци увођењем не само својих чувених мотора који су освајали светски рекорд, већ и хидроавиона сопственог дизајна. Авион је назван C.29 као скраћеница за - трку године 1929. 
Авион Фиат C.29 је пројектовао тим инжењера Челестина Росателија, пројектанта чувених Фиатових двокрилаца, од Фиат CR.1 до Фиат CR.42, Иако се у општем погледу није много разликовао од осталих хидро тркача, инжењер Росатели је имао за циљ да смањи авиону оптерећење по јединици снаге, како би стигао до односа снаге и тежине 1:1. C.29 је стога био нешто мањи од осталих хидроавиона и лакши, са само 900 kg празног авиона, био је око 500 kg лакши од рецимо Маки М.39 или Маки М.52. Овако мала тежина авиона у комбинацији са мотором велике снаге (1.000 KS) учинили су C.29 осетљивим на команде и стога тешким за летење. Последице овога су падови оба прототипа тако да због краткоће времена C.29 није могао да буде оспособљен за трку.

## Технички опис
Труп авиона је био направљен потпуно од метала, како носећа конструкција тако и оплата.  Конфигурација је била класични нискокрилни моноплан, типичан за сличне авионе намењене за такмичење у Шнајдер Тропи купу из средине двадесетих година двадесетог века. 
Овај авион је био опремљен 12-цилиндарским V-мотором Фиат AS.5 снаге 1000 KS (746 kW), течношћу хлађен. За хлађење су предвиђене плоче хладњака на крилима. Овај мотор је направљен само за овај пројекат, опремање авиона Фиат C.29 за учешће у Шнајдер купу како би се минимизирала предња површина и тиме смањио аеродинамички отпор. Направљено је само неколико примерака овог мотора. Неколико година ово је био најлакши авионски мотор на свету.
Крило је било дрвене носеће конаструкције обложено алуминијумским лимом. Крила су била правоугаоног облика са полукрижним крајевима. Изнад и испод крила су се налазиле расхладне ћелије хладњака за расхладну течност мотора.
Репне површине су имале хоризонталне и верткални стабилизатор као и кормила правца и дубине. Имале су металну носећу конструкцију пресвућену алуминијумским лимом. После пада првог прототипа, на другом прототипу је вертикални стабилизатор продужен и испод трупа.
Стајни трап код овог авиона је био пар од дрвета направљених пловака у којима су се налазили резервоари са горивом.

## Наоружање
Авион није био наоружан.

## Верзије
Направљена су два прототипа од којих је први са бројем 129 потопљен а други са бројем 130 сачуван до данашњих дана као музејски примерак.

## Оперативно коришћење
Први лет прототипа хидроавиона Фиат C.29 је направљен почетком јуна 1929. године на језеру Гарди. При том је  примећено да је хидроавион бочно нестабилан. Дана 16. јуна 1929, први прототип, редни број 129, је при слетању наишао на заталасану водену површину, одскочио у ваздух, застао и заронио окомито у воду. Пилот је захваљујући отвореном кокпиту спашен неповређен. Други прототип, број 130,је брзо завршен, овај авион је имао веће репне површине да би се исправили проблеми са стабилношћу.
Други прототип је 12. августа 1929. године, потонуо у воду при трећем покушају полетања, пилот је лакше повређен, али је авион уништен, а мотор је потонуо на дно језера Гарда дубине 90 метара и ниад није пронађен. Итало Балбо је наредио да се олупина авиона обнови и као 130бис, је послат директно у Енглеску без пробног летења за предстојеће такмичење Шнајдер трофеја. C.29 се појавио на РАФ Калсхоту, али није летео током такмичења, италијански тим је заузео друго, четврто и шесто место користећи хидроавионе Маки М.52 и М.67. 

### Сачувани примерци
Други примерак C.29 са редним бројем 130 бис, најстарији Фијатов авион који данас постоји, чува се у Историјском музеју Ваздухопловства, Vigna di Valle у близини Рима. 
C.29 серијски број 129 потонуо је у језеро Гарда 16. јуна 1929. током фазе испитивања. Пилот, Франческо Ађело, је спашен неповређен. Олупину летелице пронашао је 21. фебруара 2016. године у области залива Дезенцано ронилачки тим Групе волонтера језера Гарда.

## Земље које су користиле авион
- Италија